# Mamucik
Mamucik (ros. Про мамонтёнка) – radziecki lalkowy film krótkometrażowy z 1983 roku w reżyserii Borisa Abłynina.

## Wersja polska
Opracowanie wersji polskiej: Studio Opracowań Filmów w Łodzi
- Reżyseria: Maria Horodecka
- Dialogi: Elżbieta Włodarczyk
- Dźwięk: Elżbieta Matulewicz
- Montaż: Teresa Ozga
- Kierownictwo produkcji: Bożena Dębowska[1]